# بحران بوسنی

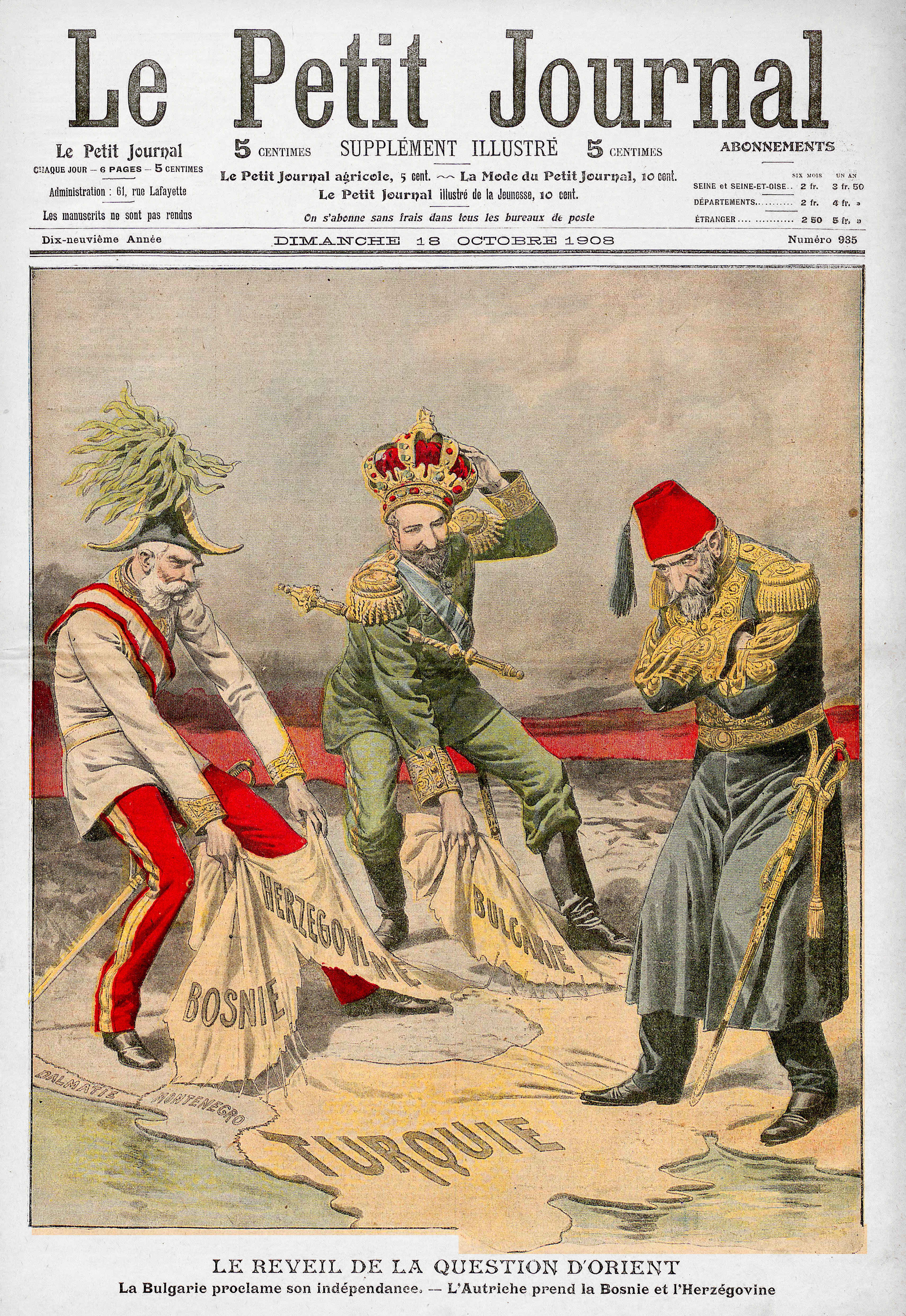
3,420 × 4,965px

بحران بوسنی (۱۹۰۸-۱۹۰۹) در ۶ اکتبر ۱۹۰۸ زمانی رخ داد که اتریش-مجارستان پیوستن بوسنی را به خاک خود اعلام کرد؛ در حالی که، این منطقه رسماً جزئی از خاک امپراتوری عثمانی به حساب می‌آمد. این حرکت خودسرانه - که با استقلال بلغارستان از سلطه عثمانی همراه شد - منجر به اعتراضات فراوانی در سراسر اروپا علیه سیاست‌های توسعه‌طلبانهٔ اتریش-مجارستان گردید. همسایگان اتریش-مجارستان، صربستان و مونته‌نگرو، این عمل را شدیداً محکوم کردند. در آوریل ۱۹۰۹ مفاد پیمان برلین برای پایان دادن به این بحران و ایجاد ثبات در منطقه دچار تغییراتی اساسی گردید. بر اثر این بحران موقتاً روابط سیاسی اتریش-مجارستان از یک سو و امپراتوری روسیه و صربستان از سویی دیگر رو به سردی گرایید.
مورخ ایتالیایی، لوییجی آلبرتینی، این بحران را زمینه‌ساز جنگ جهانی اول می داند. اگرچه، اتریش-مجارستان پیروزی دیپلماتیک مهمی بدست آورد و بوسنی را به خاک خود افزود، امپراتوری روسیه تصمیم گرفت که دیگر در مناقشات بعدی عقب‌نشینی نکرده و در صورت امکان از قوای نظامی خود بهره برد. تصمیمی که باعث بروز جنگ جهانی اول شد.